# Pauline Lucca

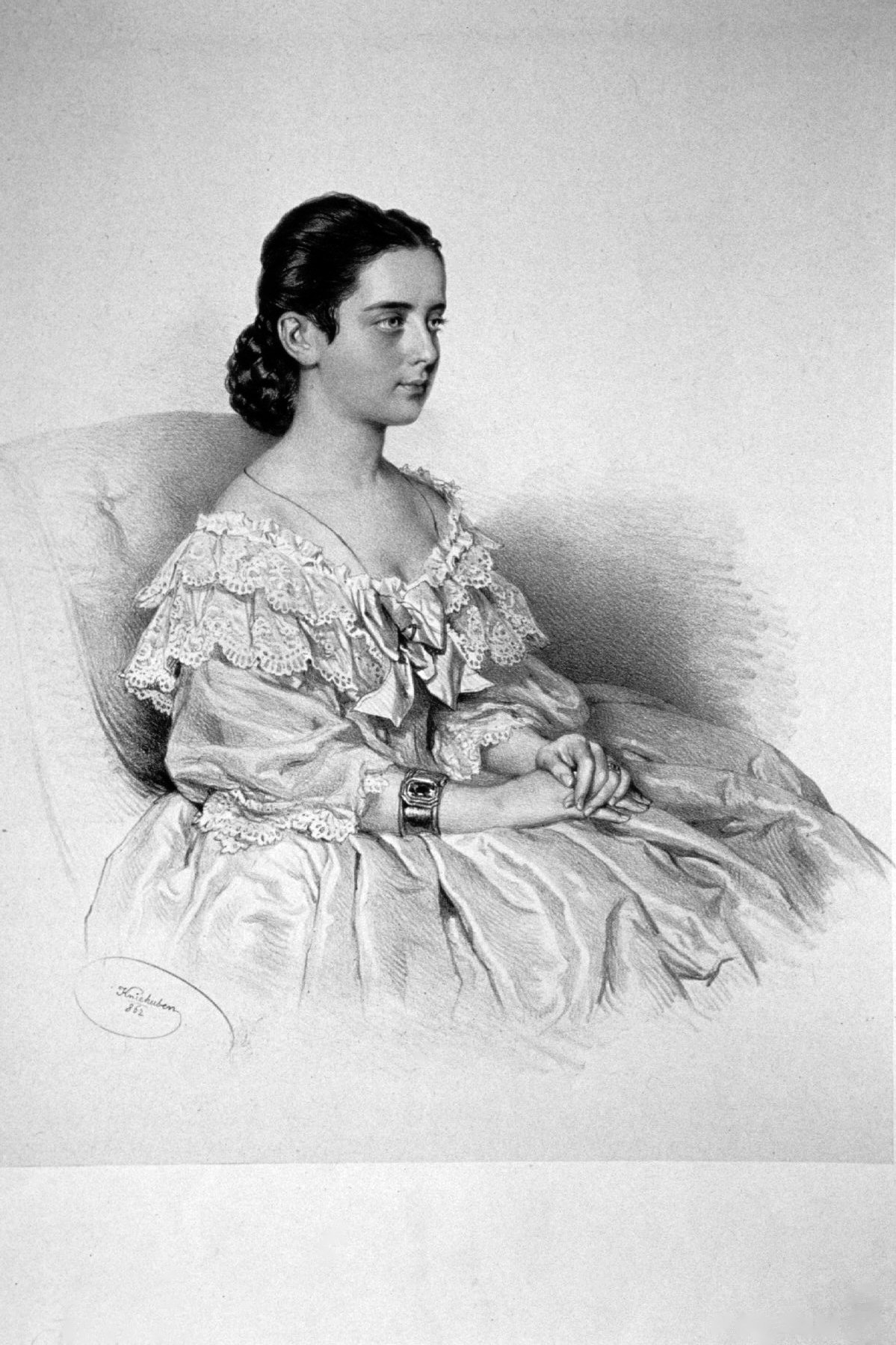
Pauline Lucca. Litografi utförd av Josef Kriehuber 1862.

Pauline Lucca, född 25 april 1841, död 28 februari 1908, var en österrikisk operasångerska.

## Biografi
Lucca var elev till Otto Uffmann och Richard Levy i Wien, debuterade 1859 och kom 1861 till Hovoperan i Berlin, där hon 1865 fick anställning på livstid och snart blev publikens gunstling. Om än subrett till facket hade hon stora framgångar även i dramatiska roller. 1872 bröt hon med Berlin och gästade under de följande åren Storbritannien, USA, Paris, Sankt Petersburg och andra platser med stor framgång. Åren 1874–1889 var hon knuten till Hovoperan i Wien, där hon blev hedersmedlem. Lucca konserterade 1886 i Skandinavien och uppträdde 1887 på Kungliga Operan i Stockholm. Hon tilldelades samma år Litteris et Artibus i briljanter.